# Velika nagrada Doningtona 1938
Velika nagrada Doningtona 1938 je bila dvanajsta in zadnja neprvenstvena dirka za Veliko nagrado v sezoni 1938. Odvijala se je 22. oktobra 1938 na dirkališču  Donington Park.

## Poročilo

### Pred dirko
Po tem ko se je politična situacija v Evropi umirila, je bila dirka za Veliko nagrado Doningtona z obema nemškima moštvoma izpeljala tri tedne kasneje, kot je bila prvotno načrtovana. V moštvu Auto Uniona je Rudolf Hasse nadomestil Hansa Stucka, v Mercedes-Benzu pa je Walter Bäumer nastopil namesto obolelega Rudolfa Caracciola. Ecurie Bleue je nastopala s po enim dirkalnikom Delahaye 145 in Delahaye 155, Maserati pa je na dirko pripeljal le en dirkalnik Maserati 8CTF za Luigija Villoresija. Ostali dirkači so bili večinoma angleški privatniki. Steza je bila glede na lansko izboljšana, toda še vedno zelo neravna. Tazio Nuvolari je na treningu trčil v jelena, v nesreči se ni poškodoval. Kljub temu pa je bil najhitrejši vse dni prostih treningov, le zadnji dan mu je najboljši štartni položaj speljal Hermann Lang. V prvo vrsto sta se uvrstila še Manfred von Brauchitsch in domači favorit, Richard Seaman.

### Dirka
Znak za štart dirke je dal opoldne Vojvoda Kenta. Povedel je Nuvolari, Müller pa je štartal slabše. Po koncu prvega kroga je še vedno vodil Nuvolari, sledili so mu Hermann Paul Müller, von Brauchitsch, Seaman, Lang, Bäumer, Hasse, Christian Kautz in René Dreyfus. Kautz je kot prvi odstopil potem, ko je v tretjem krogu dvakrat zletel s steze. Raph je zaradi težav z motorjem zapeljal na postanek v tretjem krogu, nato pa še v osmem, preden je v desetem krogu dokončno odstopil. Nuvolari je začel ostalim bežati sekundo na krog, saj je Müller zadrževal ostale Mercedeseve dirkače. V četrtem krogu je Seaman prehitel von Brauchitscha za tretje mesto, toda tudi on ni mogel mimo Müllerja. V ozadju je Villoresi iz enajstega mesta napredoval do šestega mesto, ko je moral v osemnajstem krogu odstopiti zaradi okvare motorja. V šestindvajsetem krogu se je enako primerilo tudi Dreyfusu. V istem krogu je Nuvolari zapeljal v bokse na menjavo svečk. Postanek je trajal triinpetdeset sekund in vrnil se je na četrto mesto za Langa ter pred von Brauchitscha, Hasseja in Bäumerja.
Robin Hanson je v petindvajsetem krogu odstopil zaradi eksplozije motorja, pri tem se je na stezo v ovinkih Holly Wood in Old Hairpin izlilo olje. Nuvolari je kot prvi od vodilnih dirkačev pripeljal na to mesto in zdrsnil je v travo, toda uspel je ujeti dirkalnik in se vrniti na stezo. Tudi von Brauchitsch je ujel svoj dirkalnik po tem, ko se je dvakrat zavrtel in ga je odneslo v zanko počez. Toda naslednji Hasse se je zavrtel, trčil vzvratno ob ogrado in moral odstopiti. Tudi drugouvrščeni Seaman se je krog kasneje zavrtel, pri tem mu je ugasnil dirkalnik in je izgubil krog proti vodilnim, ko je čakal na predstavnike organizatorja dirke, da ga porinejo na stezo. Tako je vodil Müller, sledili so mu Lang, Nuvolari, von Brauchitsch, Bäumer, Seaman in Arthur Dobson. Okoli polovice dirke je več dirkačev opravilo svoj postanek v boksih, kot prvi Lang v osemintridesetem krogu. Njegov postanek je trajal triintrideset krogov, toda dolil je le gorivo. Dva kroga kasneje je v bokse zapeljal Müller, ki je poleg dolivanja goriva zamenjal tudi zadnje gume, njegov postanek je trajal štirideset sekund, zato ga je Lang prehitel in s tem prevzel vodstvo.
Bäumerjev postanek za gorivo je trajal štiriinštirideset sekund, Seaman pa je poleg tega zamenjal še svečke, zato je njegov postanek trajal devetinsedemdeset sekund. Krog kasneje je postanek opravil še Nuvolari. Za menjavo vseh štirih gum in dolivanje goriva so mehaniki potrebovali le petintrideset sekund. Vodilni Lang je začel hitro bežati Müllerju, do petdesetega kroga je imel že štirideset sekund prednosti, toda Nuvolari je v lovu za vrh postavil najhitrejši krog dirke. Do petdesetega kroga je Nuvolari prehitel Müllerja za drugo mesto in začel loviti vodilnega Langa, ki mu je priletel kamen v vetrobransko stezo, zaradi večjega pritiska vetra pa je izgubljal tri sekunde na krog. Nuvolari je potavil nov rekord steze v triinpetdesetem krogu in ponovno v šestinpetdesetem krogu. Do šestdesetega kroga je razlika padla na dvajset sekund, sedem krogov kasneje pa je Nuvolari na ravnini prehitel Langa in ponovno prešel v vodstvo. Šestinštirideset letni Nuvolari je ob ovacijah s tribun dosegel drugo zaporedno zmago na tej dirki, drugouvrščeni Lang pa se je sesedel, ko je izstopil iz dirkalnika. Hladen veter, ki mu je s hitrostjo 200 km/h pihal naravnost v glavo, je močno vplival na njegov krvni pretok. Seaman je ob koncu dirke prehitel Müllerja za tretje mesto.

## Rezultati

### Štartna vrsta
| _______1_______ Lang Mercedes-Benz 2:11,0 |                                          | _______2_______ Nuvolari Auto Union 2:11,2 |                                             | _______3_______ v. Brauchitsch Mercedes-Benz 2:11,4 |                                            | _______4_______ Seaman Mercedes-Benz 2:12,2 |
|                                           | _______5_______ Müller Auto Union 2:12,6 |                                            | _______6_______ Bäumer Mercedes-Benz 2:14,8 |                                                     | _______7_______ Hasse Auto Union 2:15,4    |                                             |
| _______8_______ Kautz Auto Union 2:18,6   |                                          | _______9_______ Villoresi Maserati 2:21,0  |                                             | _______10_______ Dobson ERA 2:24,6                  |                                            | _______11_______ Dreyfus Delahaye 2:25,4    |
|                                           | _______12_______ Connell ERA 2:27,2      |                                            | _______13_______ Cotton ERA 2:28,6          |                                                     | _______14_______ Cuddon-Fletcher MG 2:29,8 |                                             |
| _______15_______ Maclure Riley 2:30,4     |                                          | _______16_______ Hanson Alta 2:32,2        |                                             | _______17_______ Raph Delahaye 2:36,4               |                                            |                                             |

### Dirka
| Poz | Št | Dirkač                          | Moštvo               | Dirkalnik          | Krogi | Čas/Odstop   | Št. m. |
| --- | -- | ------------------------------- | -------------------- | ------------------ | ----- | ------------ | ------ |
| 1   | 4  | Tazio Nuvolari                  | Auto Union           | Auto Union D       | 80    | 3:06:22      | 2      |
| 2   | 7  | Hermann Lang                    | Daimler-Benz AG      | Mercedes-Benz W154 | 80    | + 1:38       | 1      |
| 3   | 8  | Dick Seaman                     | Daimler-Benz AG      | Mercedes-Benz W154 | 79    | +1 krog      | 5      |
| 4   | 1  | Hermann Paul Müller             | Auto Union           | Auto Union D       | 79    | +1 krog      | 2      |
| 5   | 6  | Manfred von Brauchitsch         | Daimler-Benz AG      | Mercedes-Benz W154 | 79    | +1 krog      | 3      |
| 6   | 19 | Arthur Dobson                   | Privatnik            | ERA B              | 74    | +6 krogov    | 10     |
| 7   | 18 | William Cotton Wilkie Wilkinson | Privatnik            | ERA B              | 74    | +6 krogov    | 13     |
| 8   | 15 | Ian Connell Peter Monkhouse     | Privatnik            | ERA B              | 74    | +6 krogov    | 12     |
| Ods | 5  | Walter Bäumer                   | Daimler-Benz AG      | Mercedes-Benz W154 | 43    | Ogenj        | 6      |
| Ods | 2  | Rudolf Hasse                    | Auto Union           | Auto Union D       | 25    | Zavrten      | 7      |
| Ods | 14 | Robin Hanson                    | Mrs Hall Smith       | Alta               | 25    | Motor        | 16     |
| Ods | 9  | René Dreyfus                    | Ecurie Bleue         | Delahaye 155       | 23    | Pritisk olja | 11     |
| Ods | 11 | Luigi Villoresi                 | Officine A. Maserati | Maserati 8CTF      | 18    | Motor        | 9      |
| Ods | 17 | Henry Cuddon-Fletcher           | Privatnik            | MG K3              | 17    | Zavore       | 14     |
| Ods | 12 | Percy Maclure                   | Privatnik            | Riley 2000/6       | 12    |              | 15     |
| Ods | 10 | Raph                            | Ecurie Bleue         | Delahaye 145       | 10    | Pritisk olja | 17     |
| Ods | 3  | Christian Kautz                 | Auto Union           | Auto Union D       | 2     | Trčenje      | 8      |
| DNA | 16 | Norman Wilson                   | Privatnik            | ERA B              |       |              |        |